# Nicolae Vermont
Nicolae Vermont (născut Isidor Grünberg, n. 10 octombrie 1866, Bacău, România – d. 14 iunie 1932, București, România) a fost un pictor și gravor român, de origine evreu. Mai târziu în viață s-a convertit la religia creștină ortodoxă.

## Biografie
S-a născut la Bacău în familia profesorului Iosif Grünberg (pseudonimul Vermont [vert mont = verde munte] este traducerea din germană a numelui Grünberg [grün Berg = verde munte] ).
A studiat la Școala de arte frumoase din București, cu Theodor Aman, fiind primul student evreu al acestei instituții , apoi la München și la Paris. Ostil conformismului academic, Vermont s-a atașat mișcării de înnoire a grupului pictorilor independenți, numărându-se printre membrii fondatori ai societăților „Ileana” și „Tinerimea artistică”, în cadrul cărora a expus cu regularitate.
În pictura de peisaj, înrudit ca viziune cu Nicolae Grigorescu, Vermont a lăsat imagini din Câmpulung și din Oltenia, de un lirism pur și delicat, valorificând atât spontaneitatea și acuitatea observației, cât și virtuozitatea desenului. Atras de compoziție, a excelat în pictura de gen inspirată din viața oamenilor simpli, pe care a zugrăvit-o cu multă căldură emoțională („Emigranții”, „Coșarul”, „Bragagiul”). A fost influențat și de stilul pictorului munchenez Fritz von Uhde.
În creația sa din ultimii ani, a înclinat spre satisfacerea gustului unui public amator de pitoresc. Lucrările sale de gravură sunt executate cu o deosebită finețe.
Fratele său a fost traducătorul și astronomul Bernard Varvara Vermont, iar sora sa a fost actrița Lea Fanșeta Vermont, mama actriței franco-române Marioara-Aristița Ventura.

## Galerie imagini

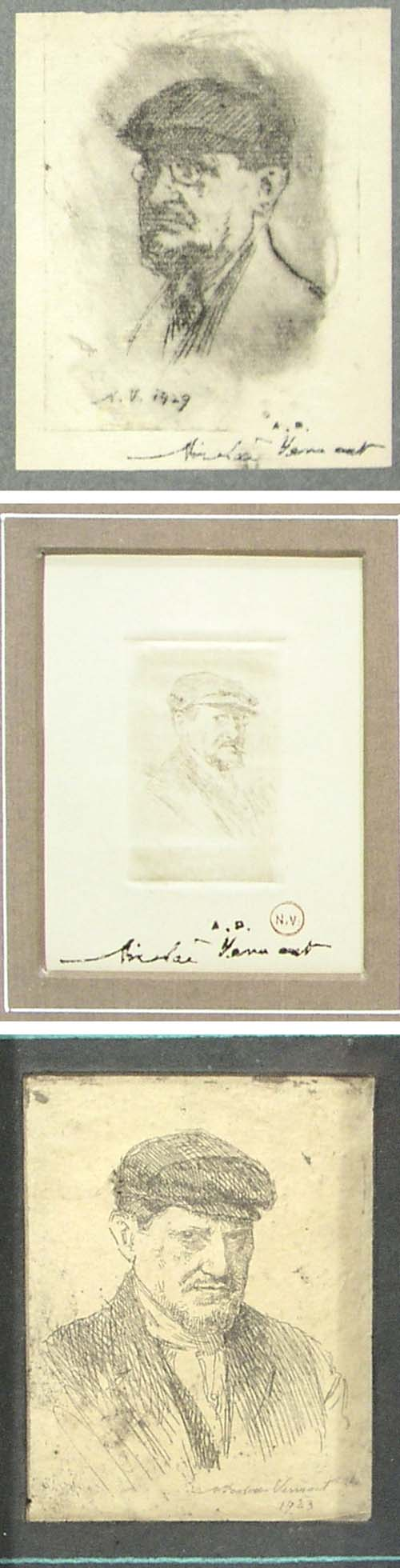
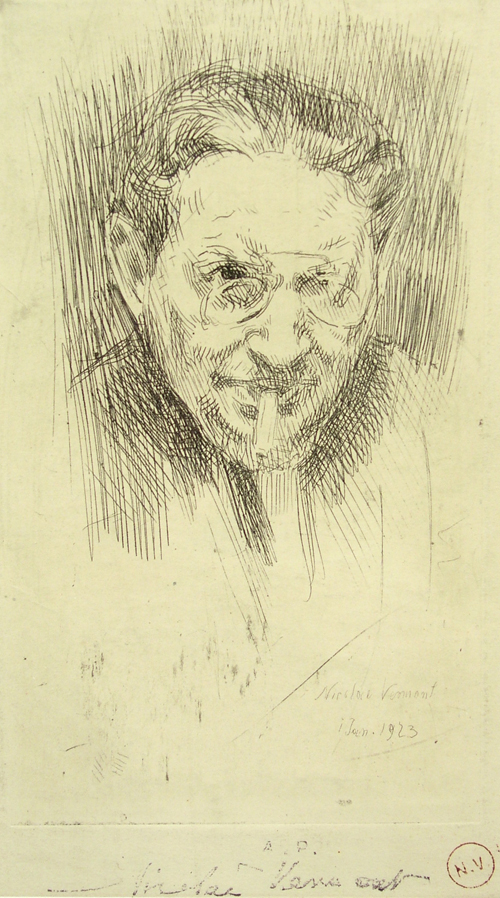
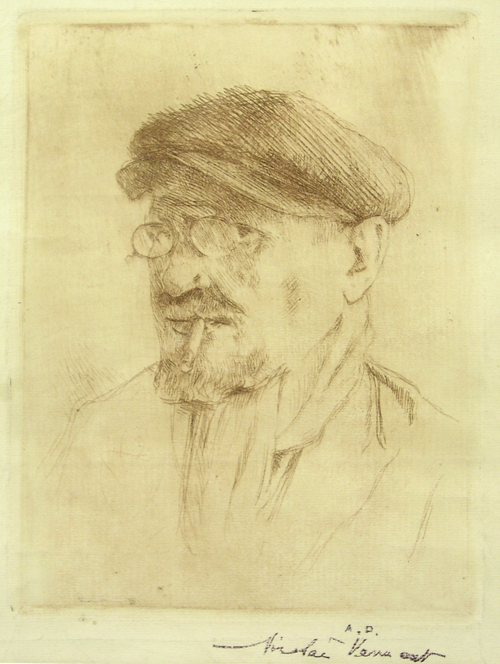
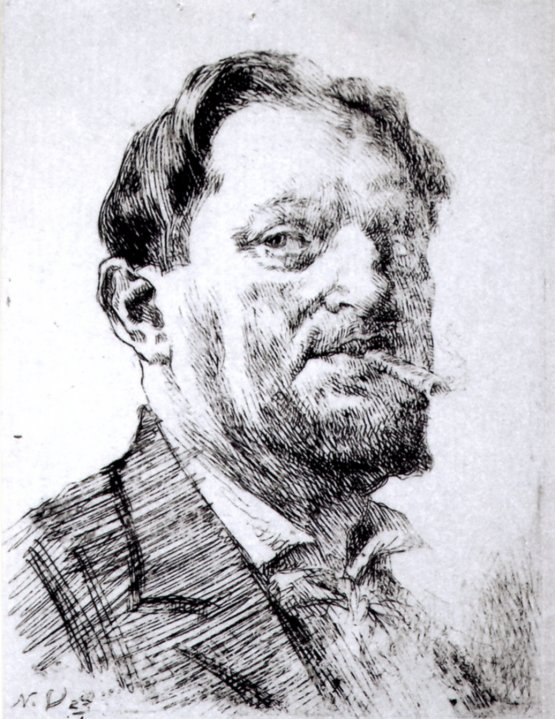

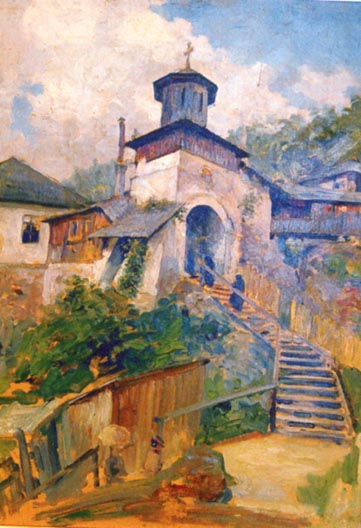
<Mănăstirea Nămăieşti (ca.1901)
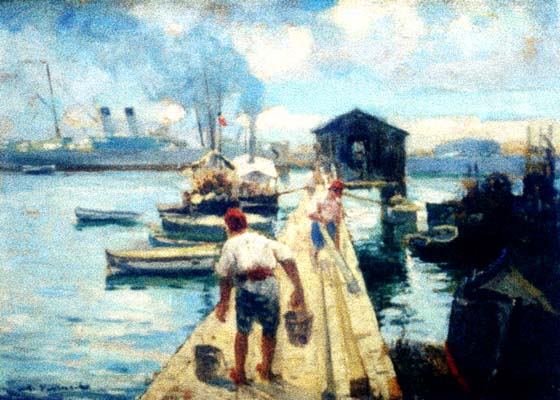
Peisaj marin cu portul Constanţa
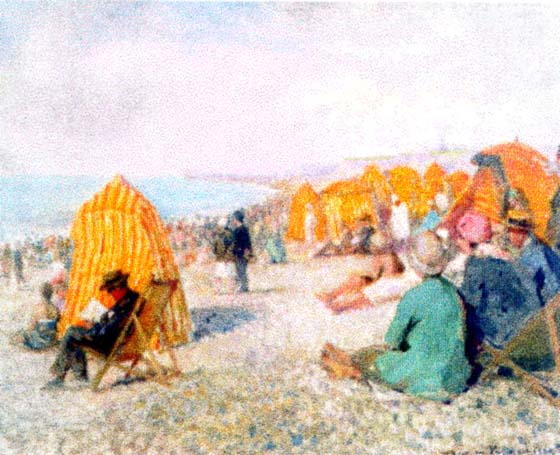
Plaja la Dieppe (1929)
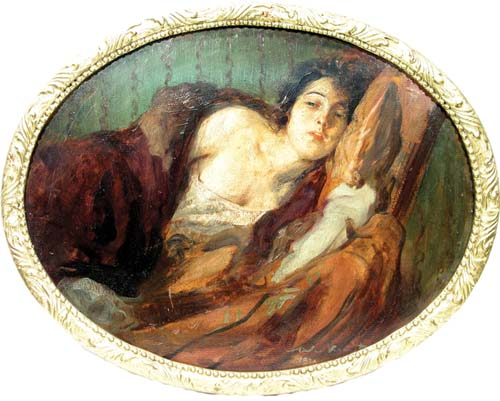
Reverie (1920)
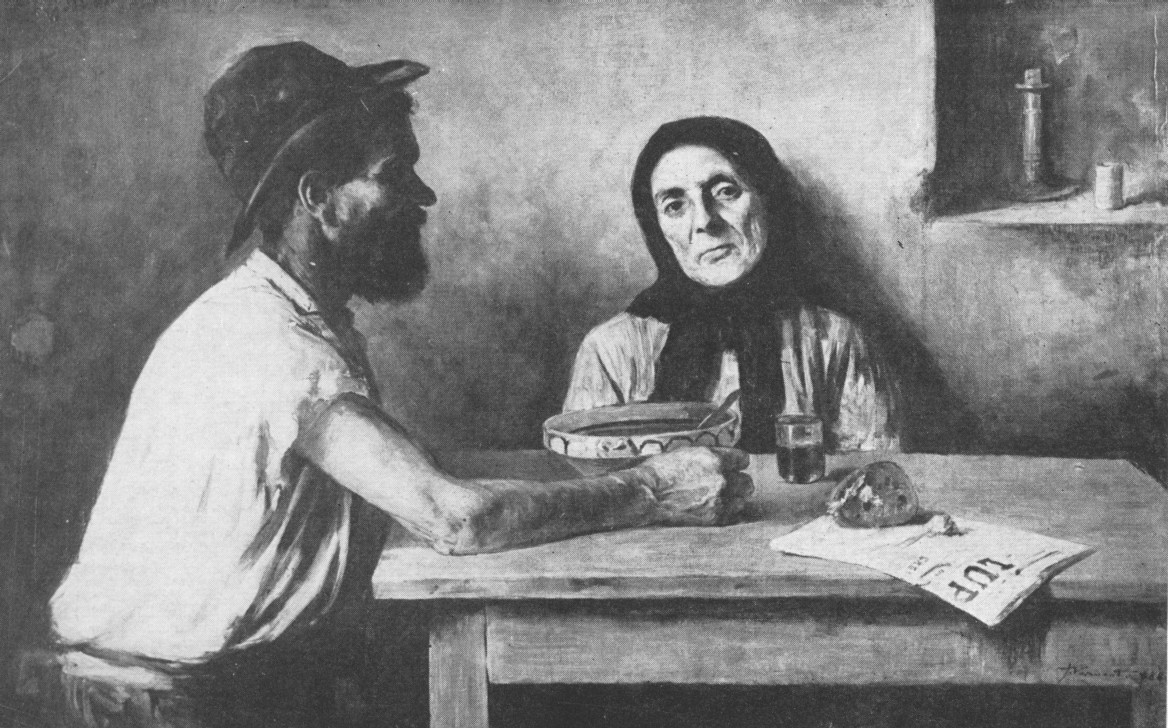
Doi grevişti
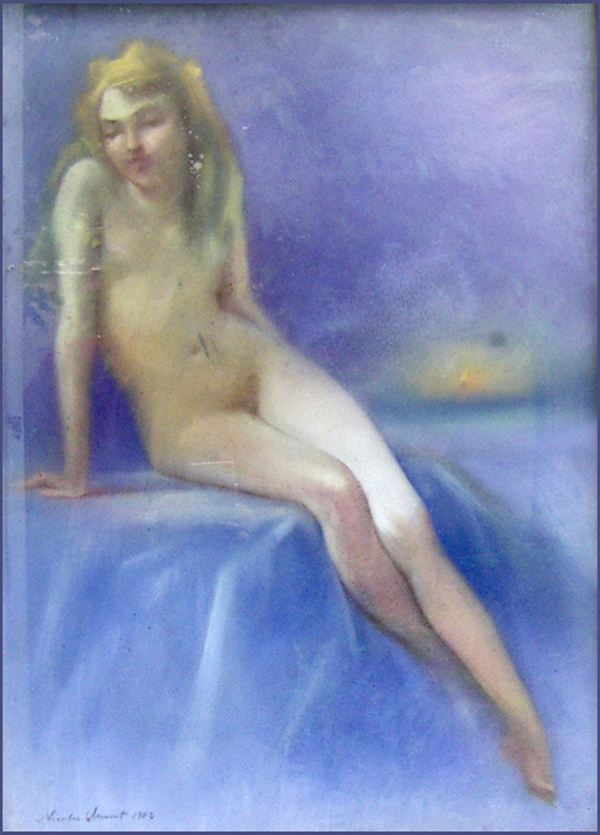
Nud şezând (1902)
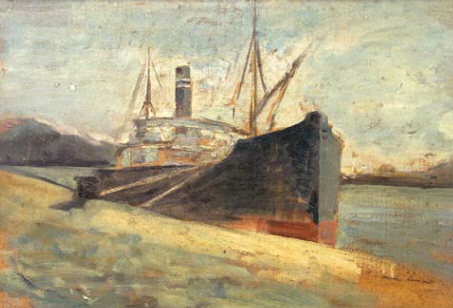
Vas la chei
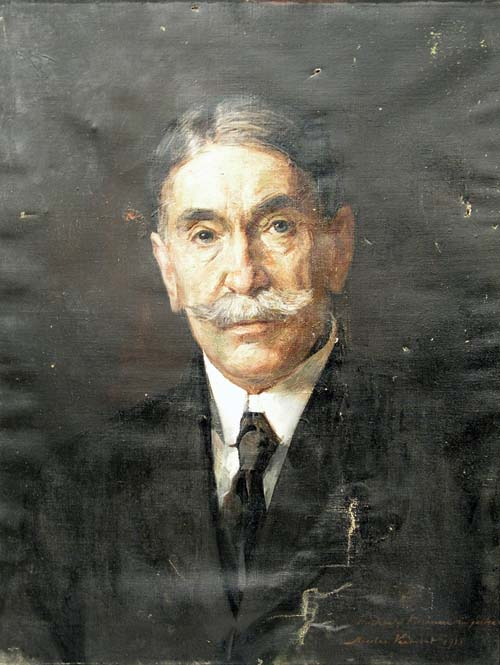
Portret de bărbat (1918)
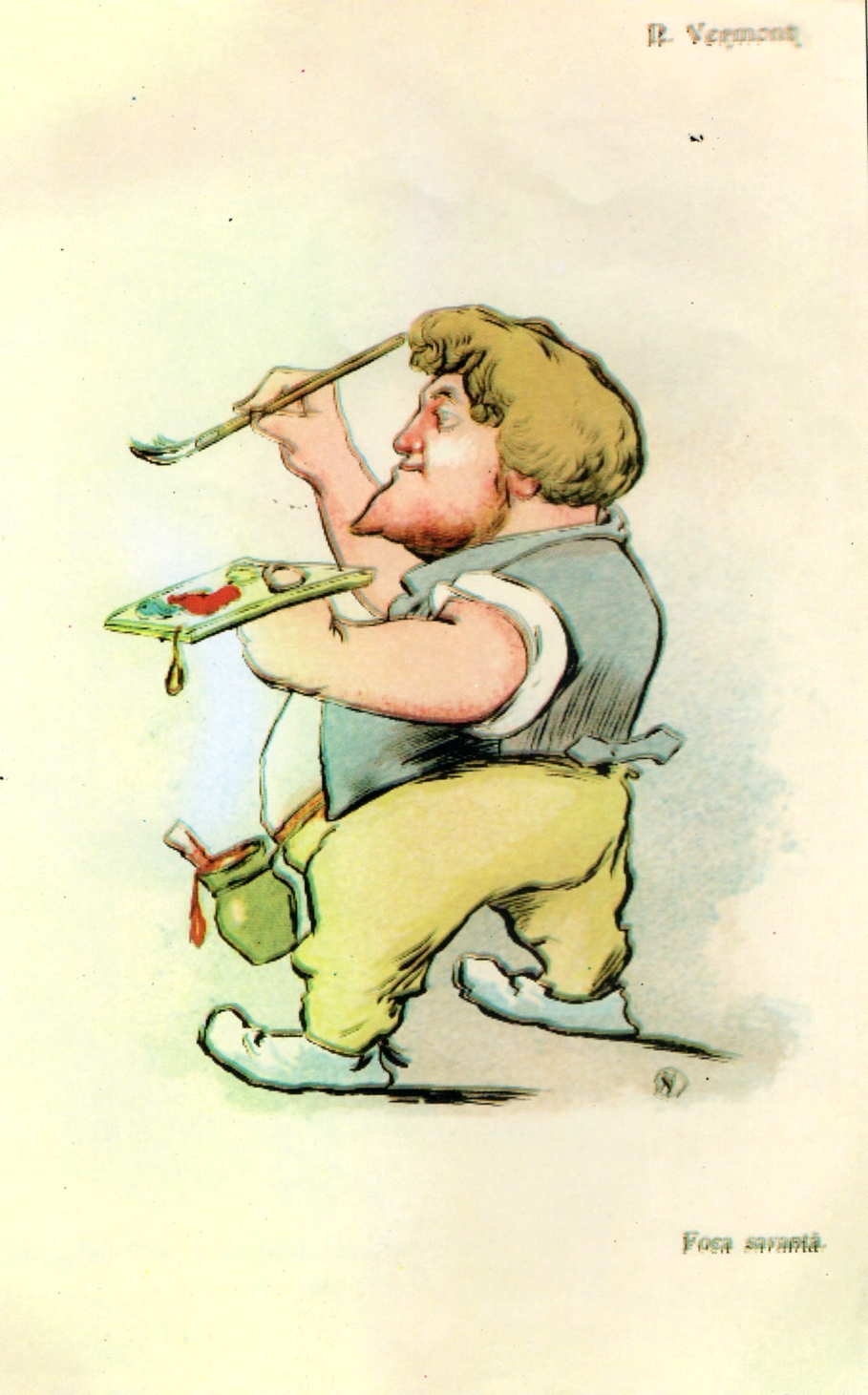
Nicolae Vermont - caricatură de Nicolae S. Petrescu-Găină